# 42 (број)
42 (четрдесет два) је број, нумерал и име глифа који представља тај број. То је природни број који следи после броја 41, а претходи броју 43.

## Математика
- Почев од 242.422. места у децималном запису броја пи налази се низ 42424242.[1]
- На међународној математичкој олимпијади најбољи резултат је 42.[1]

## Религија

### Стари Египат
- Древни Египћани су веровали да када човек умре, његовој души пресуђује 42 демона.[1]

### Јудаизам
- Бројем 42 је Бог створио свет, према кабалистичкој традицији.

### Хришћанство
- Број генерација/имена која се помињу у родослову Исуса Христа, у Јеванђељу по Матеју,
- 42 месеца ће Звер владати над Земљом (Откр. 13:5),

## Уметност
- Број 42 је одговор на коначно питање о животу, свемиру и свему што постоји, према роману Дагласа Адамса Аутостоперски водич кроз галаксију.
- На албуму „Viva la vida“ групе „Колдплеј“ једна од нумера носи назив „42“.[1]

## Интернет
- Први погодак на претраживачу „google“ приликом укуцавања „answer to life the universe and everything“, а што је мотив Дагласове књиге, је управо алузија на њу.[2]